# Bomberos sin Fronteras
Bomberos sin Fronteras Francia es una organización no gubernamental con certificación francesa de Seguridad Civil, privada, apolítica y sin fines de lucro. Se especializa en la ayuda al desarrollo.
El conjunto de sus actividades, ya sean específicas o de larga duración, tiene como objetivo la transferencia de conocimientos técnicos y el empoderamiento de las comunidades, actores institucionales, sociedad civil y actores de la Protección Civil.
Bomberos sin Fronteras Francia tiene 400 bomberos y actores voluntarios de la asociación, repartidos en 6 antenas regionales y 6 delegaciones departamentales en Francia, 1 delegación en la Isla de La Reunión, y 2 delegaciones y 2 oficinas permanentes en el extranjero. Ha realizado más de 250 misiones en 30 países.

## Ámbitos de intervención
Bomberos sin Fronteras busca procurar que los desastres de mañana no tengan ya el mismo impacto en los hombres y el medio ambiente. Es por esta razón que Bomberos sin Fronteras interviene en el ámbito de la prevención y la reducción de riesgos. 	
Esta temática responde a una toma de conciencia a nivel mundial, que se traduce en el Marco de Acción de Hyogo para el período 2005 - 2015, aprobado en la conferencia mundial sobre la prevención de desastres, en Kobe (Japón). 
Esta conferencia subrayó que para la reducción de la vulnerabilidad local, nacional y regional ante emergencias y desastres de origen natural o antrópica, es necesario adoptar un enfoque estratégico y sistémico que permita obtener el aumento de la resiliencia de las comunidades y naciones.
Las emergencias y los desastres se configuran a través de la interacción de factores de vulnerabilidad física, social y medioambiental que causan pérdidas humanas y materiales, sobre todo en los países pobres, afectando de esta manera el desarrollo obtenido al precio de un gran esfuerzo. Por esta razón, según el Marco de Acción de Hyogo, los esfuerzos de reducción de riesgos, emergencias y desastres deben integrarse sistemáticamente en las políticas, planes y programas de desarrollo sostenible y reducción de la pobreza.
El estudio de la década que precede la conferencia mundial sobre los desastres, durante la cual se aplicaron algunas directivas mundiales (estrategia de Yokohama), en particular las vinculadas a la reducción del impacto de emergencias y desastres, puso de relieve la escasez de los recursos dedicados a la reducción de riesgos, a nivel local y en la cooperación internacional. Ante esta observación, los retos particulares del nuevo Marco de Acción se distribuyeron en cinco áreas, entre las cuales se encuentra la preparación para una respuesta eficaz y una recuperación efectiva.
Por ello Bomberos sin Fronteras Francia desarrolla programas que contemplan o favorecen la creación y el fortalecimiento de instituciones, mecanismos y medios a todos los niveles, en particular en la comunidad, que puedan contribuir de manera sistemática al aumento de la resiliencia ante las amenazas.

## Acciones
Las acciones de los Bomberos sin Fronteras Francia se traduce en tres ámbitos distintos aunque complementarios: la emergencia, la rehabilitación y el desarrollo. 

### Emergencia
Desde su creación, Bomberos sin Fronteras Francia se dotó de medios de intervención en terrenos de emergencia humanitaria, en el marco de crisis humanitarias vinculadas a desastres naturales y a conflictos armados. Bomberos sin Fronteras Francia dispone en particular de una Unidad de Intervención de Emergencia que puede ser movilizada en cualquier momento, y que se compone de varias células (puesto sanitario móvil, potabilización, transmisiones, logística). 
Actividades: 
- Operaciones de socorro y rescate por equipos especializados
- Asistencia humanitaria a las poblaciones siniestradas y refugiadas
- Apoyo a las estructuras de protección civil local

### Rehabilitación
La acción de Bomberos sin Fronteras Francia continúa en la fase de rehabilitación, con el fortalecimiento institucional de los actores directos e indirectos de Protección Civil. 
Actividades: 
- Mejora de la estructura de rescate y capacidades de respuesta
- Donación de vehículos y materiales adaptados al contexto local
- Formación para su empleo y mantenimiento

### Desarrollo
Más allá de la ayuda humanitaria, Bomberos sin Fronteras Francia contribuye, a través de un enfoque de gestión de riesgos, a la reducción de los riesgos de desastres que ponen en peligro las inversiones y los procesos de desarrollo de los países emergentes.
A través del fortalecimiento de varios componentes de los contextos locales y públicos objetivos, sus métodos de trabajo se articulan en torno a dos ejes: el enfoque de los peligros de origen natural, tecnológico y antrópico, y la reducción de la vulnerabilidad. Bomberos sin Fronteras Francia desarrolla de esta manera capacidades locales que permiten no sólo reducir los riesgos de desastres, sino también fortalecer distintos procesos de desarrollo como la educación, la salud, el medio ambiente, la lucha contra el cambio climático, la producción, etc
Actividades: 
- Formación y desarrollo de capacidades técnicas, operativas y de gestión
- Fortalecimiento institucional de los actores locales
- Información, Educación y Comunicación
- Investigación técnica y científica
- Desarrollo académico
- Actividades de desarrollo social
- Transferencia tecnológica
- Fortalecimiento comunitario
- Gestión y prevención de riesgos

## Principios de intervención/Carta
Bomberos sin Fronteras Francia interviene según los principios establecidos en su carta: independencia, neutralidad, no discriminación e imparcialidad, profesionalismo, transparencia. 
Por otra parte, sin ser expresamente signatario, Bomberos sin Fronteras Francia respeta los principios contenidos en los siguientes documentos: 
- La Declaración Universal de los Derechos Humanos
- Los Convenios de Ginebra y sus Protocolos Adicionales
- La Conferencia de Hyogo sobre la preparación a desastres
- La Declaración del Milenio de las Naciones Unidas, donde se establecen los Objetivos del Milenio para el Desarrollo.
- Las directivas de las Naciones Unidas, de la Unión Europea y del Gobierno francés (en particular, el Ministerio de Interior, respecto a la Certificación Seguridad Civil concedida a Bomberos sin Fronteras Francia) en materia de asuntos humanitarios.
- Los textos y recomendaciones de las Naciones Unidas y Cumbres Mundiales sobre educación, género, derechos de los niños, medio ambiente.
- La Ley francesa del 1 de julio de 1901 relativa al contrato de asociación, en particular, sin ánimo de lucro.

## Biografía
En 1989, sobre una carretera peruana, dos autobuses sobrecargados chocaron. El balance es terrible: cuarenta muertos y sesenta heridos. Entonces en luna de miel en América Latina, Sergio Montesinos, joven oficial bombero francés, es testigo de esta tragedia que no recibió asistencia propia en aquel momento. 
Constatando las necesidades existentes en el tema de rescate en algunos países, la asociación Bomberos sin Fronteras Francia se creó en 1991 teniendo al inicio un objetivo simple: realizar acciones de fortalecimiento de las capacidades de los cuerpos de bomberos que no disponen de suficientes medios para garantizar su misión de protección y prevención. Este fortalecimiento se haría a través de donación de material y formaciones a los actores locales de la protección civil.
Muy rápidamente, y ante el análisis de la problemática de los países en vía de desarrollo en los cuales interviene, Bomberos sin Fronteras Francia amplia y especializa su acción al ámbito de la gestión y prevención de riesgos, no sólo con los actores locales de la Protección Civil, sino también con las instituciones públicas (Ministerios de Salud, de Educación, etc), la comunidad y la sociedad civil. En paralelo, interviene en emergencias humanitarias, causadas por desastres naturales o conflictos armados.
Con la creación en 1993 de su oficina permanente en Perú (OPAL: Oficina para América Latina), Bomberos sin Fronteras Francia difunde su acción en toda América Latina, en particular en Chile, México, Honduras, El Salvador, Colombia y Bolivia. En paralelo, Bomberos sin Fronteras Francia interviene también en los Balcanes en dos oportunidades, en primer lugar en Bosnia y Croacia y luego en Kosovo y Albania. Las misiones se multiplican en la cuenca mediterránea y en Turquía y Argelia a raíz de los sismos de fuerte magnitud. Luego, las intervenciones se difunden a África (Senegal, Guinea Ecuatorial, Camerún…) y Medio Oriente (Irak). Bomberos sin Fronteras Francia diversifica y multiplica sus acciones, llegando a instalar proyectos en 30 países del mundo.

## Representaciones en el extranjero
- Oficina permanente para América Latina, ubicada en Perú

OPAL (Oficina para América Latina) es creada en 1993 en Lima por Bomberos sin Fronteras Francia. Esta oficina tiene como objetivo diseñar, desarrollar y monitorear los programas de Bomberos sin Fronteras Francia en América Latina y en América Central.
Las actividades latino americanas de Bomberos sin Fronteras Francia apuntan a la prevención de riesgos y la preparación de los actores de la Protección civil y de la Sociedad Civil frente a desastres naturales o antrópicos en Centroamérica y en la zona Andina. Tienen también como objetivo la reducción de la vulnerabilidad de las poblaciones ante todo tipo de riesgo.
Las principales actividades desarrolladas son: 
- Transferencia de saber y de competencias por medio de formaciones teóricas y prácticas a los profesionales locales de la Protección Civil y a la sociedad civil.
- Apoyo a las organizaciones comunitarias con el fin de instalar en la población una cultura de la prevención.
- Acciones de consulting para las instituciones locales y ONG.

OPAL creó en 1996 a la Escuela de Protección Civil, asociación peruana sin fines de lucro, que desarrolla actividades de formación en prevención, atención, mitigación, rehabilitación y reconstrucción en caso de emergencias y desastres.
- Representación en Senegal

Bomberos sin Fronteras fue registrado oficialmente en Senegal mediante la obtención del estatuto de ONG por decreto Ministerio del interior N°10944 con fecha del 17 de diciembre de 2004 (N°PPM 23956 y NINEA 2450922OX9).
- Representación en Madagascar

Bomberos sin Fronteras está registrado en Madagascar, y dispone de un acuerdo de sede para desarrollar el conjunto de sus actividades.
- Por otra parte, PoSF dispone de un representante en Marruecos.

## Organización interna
Bomberos sin Fronteras Francia está representada en Francia por seis antenas distribuidas en todo el territorio nacional. La sede está ubicada en Cabriès, en el Sur Este de Francia.
Miembros del Consejo de Administración, los administradores de antenas participan en la elaboración de la estrategia de desarrollo de la ONG.
Mediante la búsqueda de financiamiento a nivel local, las antenas apoyan la realización de los programas desarrollados por la organización. Sin embargo, las antenas tienen autonomía de funcionamiento que les permite también desarrollar sus propios proyectos siempre de acuerdo con la política de la organización. 
Guardianes de la imagen de Bomberos sin Fronteras Francia, las antenas organizan regularmente manifestaciones con el fin de promover las actividades de la asociación, recoger fondos y conducir acciones de educación al desarrollo.

## Reconocimientos
- Certificación Seguridad Civil nacional e internacional, otorgada por el Ministerio de Interior francés, por Decreto del 17 Oct 2006-J.O. n°254
- Medalla de Honor de los Asuntos Exteriores otorgada por decreto del 16 de abril de 2008 por Bernard KOUCHNER para los actos de valor y dedicación realizados por los miembros de Bomberos sin Fronteras Francia en el marco de sus acciones de solidaridad internacional y más precisamente en los acontecimientos trágicos del Sudeste asiático el 26 de diciembre de 2004.
- Premio de la solidaridad 2008 otorgado por los lectores de la revista Selección Reader's Digest y los auditores de la radio Francia Azul : el Premio de la Solidaridad fue entregado el jueves 4 de diciembre en el estudio 106 de Radio Francia a Gaëlle SELAS, una joven enfermera originaria del País Vasco y voluntario de la asociación Bomberos sin Fronteras Francia.

## Publicaciones
- Gestión comunitaria de los riesgos, atención primaria de salud y desarrollo social : Ingeniería Social? José Antonio Jiménez Saldaña. Publicación del Samusocial Perú, 2007.
- Jornadas académicas sobre riesgos sociales y de salud, seminario científico sobre riesgos sociales y salud, Perú, 2008.